# Mitterteich
Mitterteich là một đô thị tại huyện Tirschenreuth, bang Bayern, Đức. Đô thị này tọa lạc 10 km về phía tây bắc của Tirschenreuth, và 17 km về phía tây nam của Cheb.